# Mu’ammar Isa Barszim
Mu’ammar Isa Barszim, Muamer Aissa Barshim (ur. 3 stycznia 1994) – katarski lekkoatleta specjalizujący się w skoku wzwyż.
Bez sukcesów startował w 2011 na mistrzostwach świata juniorów młodszych. W 2012 był szósty na halowych mistrzostwach Azji oraz wywalczył mistrzostwo Azji juniorów. Na początku kwietnia 2013 wystartował na mistrzostwach Rady Współpracy Zatoki Perskiej w Dosze, na których zdobył srebro, a jego brat, Mutazz, sięgnął po złoto. W 2014 stanął na najniższym stopniu podium igrzysk azjatyckich w Incheon.
Stawał na podium juniorskich mistrzostw krajów arabskich.
Jego starszy brat Mutazz Isa Barszim także uprawia skok wzwyż, jest rekordzistą Azji i medalistą olimpijskim w tej konkurencji.
Rekordy życiowe: stadion – 2,26 (20 lipca 2014, Sopot); hala – 2,25 (18 lutego 2015, Athlone).

## Osiągnięcia
| Rok  | Impreza                                     | Miejsce         | Pozycja          | Wynik |
| ---- | ------------------------------------------- | --------------- | ---------------- | ----- |
| 2011 | Mistrzostwa świata juniorów młodszych       | Lille Metropole | 10. miejsce      | 2,00  |
| 2012 | Halowe mistrzostwa Azji                     | Hangzhou        | 6. miejsce       | 2,10  |
| 2012 | Mistrzostwa Azji juniorów                   | Kolombo         | 1. miejsce       | 2,16  |
| 2012 | Mistrzostwa świata juniorów                 | Barcelona       | el.– 14. miejsce | 2,14  |
| 2012 | Mistrzostwa Azji Zachodniej                 | Dubaj           | 5. miejsce       | 2,15  |
| 2013 | Mistrzostwa Rady Współpracy Zatoki Perskiej | Doha            | 2. miejsce       | 2,16  |
| 2013 | Mistrzostwa panarabskie                     | Doha            | 4. miejsce       | 2,15  |
| 2013 | Mistrzostwa Azji                            | Pune            | –                | NM    |
| 2013 | Igrzyska solidarności islamskiej            | Palembang       | 4. miejsce       | 2,16  |
| 2014 | Halowe mistrzostwa Azji                     | Hangzhou        | 7. miejsce       | 2,10  |
| 2014 | Igrzyska azjatyckie                         | Incheon         | 3. miejsce       | 2,25  |
| 2015 | Mistrzostwa panarabskie                     | Manama          | 3. miejsce       | 2,16  |
| 2015 | Światowe wojskowe igrzyska sportowe         | Mungyeong       | 9. miejsce       | 2,20  |
| 2016 | Halowe mistrzostwa Azji                     | Doha            | 11. miejsce      | 2,10  |